# 旧川合玉堂別邸（二松庵）庭園
旧川合玉堂別邸（二松庵）庭園（きゅう かわいぎょくどうべってい にしょうあん ていえん）は、神奈川県横浜市金沢区富岡東5丁目19番22号にある日本画家・川合玉堂の別邸跡地の庭園。以前存在した主屋の建物が横浜市指定有形文化財（一般建造物）であったが、2013年（平成25年）に火災で焼失したため、庭園部分を2016年（平成28年）に横浜市の指定名勝第1号としたものである。

## 概要
川合玉堂は、1873年（明治6年）に愛知県一宮市（当時の愛知県葉栗郡外割田村）に生まれ、四条派と狩野派の画風を融合し独自の作風を確立して評価された近代日本画の大家で、1917年（大正6年）に帝室技芸員となった。1957年（昭和32年）、東京都青梅市（当時の西多摩郡三田村）御岳にて83歳で没した。
1917年（大正6年）ごろ、富岡の旧家・斎田家の娘が玉堂本宅に行儀見習にやって来たことが縁になって富岡を訪れた玉堂は、この地の景観を気に入り、1917年（大正6年）10月（創建年月は正確には判っていない）に茅葺き・数寄屋造の別邸を建築した。おもに夏・冬季のアトリエとして使われ、庭園に2本のマツが生えていたことから「二松庵（にしょうあん）」と名付けられた。二松庵は1936年（昭和11年）頃には人手に渡ってしまったが、玉堂の作品のうち、
- 1917年（大正6年）作「長閑」
- 1919年（大正8年）作「紅白梅」
- 1930年（昭和5年）作「から臼」
- 1932年（昭和7年）作「土橋」
- 1944年（昭和19年）作「紀元節」
- 1957年（昭和32年）作「出船」

は、二松庵やその周辺で見た風景を基に描かれているという。
主屋は、大正時代から昭和時代はじめの別荘の雰囲気を良く残す建築物として1995年（平成7年）11月に表門と共に横浜市指定有形文化財（一般建造物）に指定され、2005年（平成17年）1月には市の所有物となったが、2013年（平成25年）10月16日に火災にが発生し焼失した（表門は無事）。
建物の炎上により有形文化財（一般建造物）指定は取り消されてしまったが、横浜市は庭園部分を2016年（平成28年）11月4日に名勝（横浜市が指定する名勝の第1号）に指定して、文化財として維持することにした。

## アクセス
庭園入口（表門）は、京急富岡駅東口から徒歩2分ほどの位置にある。「NPO法人 旧川合玉堂別邸及び園庭緑地運営委員会」管理のもと毎月の第1土曜日のみ公開している。